# 男どアホウ甲子園
『男どアホウ甲子園』（おとこどアホウこうしえん）は、原作・佐々木守、漫画・水島新司による野球漫画。1970年から1975年まで『週刊少年サンデー』で連載された。1970年から1971年にテレビアニメが放送された。第19回（昭和48年度）小学館漫画賞受賞。

## 概要
ストレートしか投げない豪腕投手、「剛球一直線」藤村甲子園（ふじむら こうしえん）。甲子園球場の申し子である彼が、持ち前の超剛速球を武器として、女房役・豆タンらと共に甲子園大会優勝を、そして阪神タイガースを目指す。
続編として『一球さん』、およびクロスオーバー作品『大甲子園』がある。
1999年36・37合併号に「20世紀最大の読み切りシリーズ」の一作として読み切り版が復活掲載された。
『ドカベン ドリームトーナメント編』において、藤村甲子園・岩風五郎・東海の竜・小野田信長が阪神の選手として登場した。

### 原作について
前年に花登筺とのコンビで『エースの条件』を連載していたが、本作が「野球漫画家」としての水島新司の出世作である。
当初は水島ひとりで開始した本作だが、水島の胃の不調による休載に危機感を持った担当編集者が『柔道一直線』の主人公・一条直也と藤村甲子園に相通じる要素を感じたことから、同作のメイン脚本家の佐々木守にストーリー担当を依頼し、水島本人も連載の苦境から承知した（後に「私が創案した人物を上手く動かしてくれた」「佐々木さんのおかげで5年間やった」と語っている）。しかし、佐々木には野球についての知識がなく、水島から「こんなに野球のことを知らない人は初めて」と言われたという（タイトルおよび主人公の名前にもなっている甲子園球場を、水島に指摘されるまで、大阪にあるものだと思っていた）。そのため、野球の試合部分になると一転して、水島が全部話を作るという行程を経ていた。また、連載終了後の権利関係は、水島が単独で執筆したその後のクロスオーバー作品にも本作品の登場人物が頻繁に登場するなど、ほぼ水島側に一任されている状態となっている。
一方、野球漫画の原作に慣れた佐々木は、連載終盤の1974年には本作と並行して、作画のあだち充にとっては初の野球漫画となる『リトル・ボーイ』を『週刊少年サンデー』で連載した。

## 登場人物

### 主要人物
藤村 甲子園（ふじむら こうしえん）
声 - 井上真樹夫（アニメ版） / 中井和哉（ゲーム「激闘プロ野球 水島新司オールスターズVSプロ野球」）
主人公。投手。左投左打、背番号1（高校・大学時代）→背番号111（プロ時代）。1954年5月5日生まれ。口癖は「行くでぇ、豆タン!」。姓は藤村富美男に由来。
1967年、北城中学入学。1970年、南波高校入学。
球威のある超速球「剛球」の持ち主で、変化球を毛嫌いしていたが、高校時代、水泳にヒントを得た「クロール投法」と呼ばれる新しい剛球を会得し、剛球一本槍の投球に磨きをかける。高校時代はまともな変化球を投げることができなかったが、最終回直前になって、カーブ、フォーク、ナックルなど数々の変化球を投げられる事を実演した。
本人が豪語する通り、投打にかけての天才で、打撃面でも強打ぶりを披露した。特にストレートにはめっぽう強い。一方、試合中に怪我をすることが多く、高校時代に3回、大学時代に1回大怪我をしている。いずれもボール、またはバット直撃が原因だった。
性格は短気でお調子ものだが、不思議と人を惹きつける魅力があり、また器も大きい。投球が一直線なら恋愛感も一直線で、千曲ちあきの献身ぶりに心がグラついた事もあるものの、初恋の人のあゆみに最後まで惚れ抜いていた。
高校2年時、失明した岩風をめぐり南波ナインと対立し、岩風と共に南波野球部を退部。自称「高校野球ブローカー」の鮫島に誘われるまま、青辰高校→桜ヶ丘高校→青城高校に転校して各校野球部の練習に加わり、青城高では南波との練習試合にも参加したが、試合中に誤解が解けて南波野球部に復帰した。この年の夏の甲子園大会に初出場するも、学校側の陰謀で出場停止に追い込まれる。ナインとの野球武者修行を経て、3年春・夏の甲子園大会連覇を成し遂げる。
1972年、高校3年のドラフトで、意中の阪神ではなく巨人に1位指名されたため、これを拒否。父と仲間の協力を得て、ブロックサインによるカンニングを駆使して東京大学に入学した。六大学でも熱戦を繰り広げ、東大を初のリーグ優勝へ導くが、無断で祖父に退学届けを出され、1年で中退して1974年、阪神に入団。
最終回では幼い頃からの約束通り、長嶋茂雄と対戦する。なお、最終回が掲載されたのは1975年春だが、作中時間は1974年シーズンの途中で終わっている。
『野球どアホウ伝#1巻』（水島新司の野球漫画短編集）に収録されている「少年甲子園」（1971年発表）では、小学生時代の藤村甲子園が登場し、大熊という、のちの山田太郎に非常に似た打者と対戦する。やはり収録されている「幻球秘話」（1972年発表）では、主人公のジャンボ（東京メッツ）の対戦相手の大阪アパッチの選手として、岩鬼正美と藤村甲子園が登場する。
『一球さん』終盤に姿を表すが、彼の現況に関しては触れられていない。『大甲子園』では、祖父と共に甲子園球場のグラウンド整備担当（現実に当てはめれば阪神園芸所属）の職員となっていた。阪神で1年目32勝、2年目33勝をあげるが、3年目の開幕戦の初球に165kmの超速球を投げ、これを最後に選手生命を終えたと語られている。
『ドカベン ドリームトーナメント編』では阪神タイガースの投手として再登場。最終回直前の描写を受け継いでおり、164kmの剛球に加え、剛球一本槍のイメージを逆手に取ったスライダーも武器にして、1回戦の四国アイアンドッグス戦、2回戦の東京スーパースターズ戦で共に先発投手を務めた。
岩風 五郎（いわかぜ ごろう）
声 - 森功至→小宮山清
通称・豆タン（「豆タンク」の略）。捕手。右投右打、背番号2（高校時代）→100（大学時代）→222（プロ時代）。
甲子園の恋女房。高校・大学・阪神と、甲子園のボールを受け続ける。口癖は「はいな、あんさん!」「うちの人」。自動車事故で失明しても、かすかな球音を頼りに捕手を続ける努力家。のちに剛球仮面の剛球に当たった拍子に視力が回復する。プロテストの際には遠投で110mを記録していた。
最終回では母の看病のため、プロ野球を引退することを甲子園に告げた。
後に『一球さん』で、巨人学園高校の体育教師兼野球部監督としての姿が描かれる。
『ドカベン ドリームトーナメント編』では、藤村と共に現役選手として再登場。阪神タイガースの八番・捕手となっているが、岩風は『一球さん』以前の若い風貌に戻っているため、『男どアホウ甲子園』の扱いに関しては、「各登場人物の生誕年が遅く、作品におけるプロ選手時代が2010年代以降に置き換わり、最終回直前から、藤村甲子園が165kmを投げて選手生命を終えず、岩風も現役を続行した」世界へ分岐している可能性がある。また111番を連載及び作品中の時代の史実（本田明浩ブルペン捕手が着用）を無視する形で藤村が着用している。

### 藤村家
藤村 球之進（ふじむら きゅうのしん）
声 - 雨森雅司
甲子園の祖父。甲子園球場職員で、グラウンド整備の達人。名前は「球乃進」と表記されることもある。
甲子園球場の建設に日雇いとして加わり、以降職員として甲子園球場と共に生きている。熱狂的な阪神ファン。その熱狂さは、孫の名前を「甲子園」にすると決めており、反対した秀人から妥協案として「甲子国」（きねくに）にして欲しいと言われ、本人も渋々了承したものの、出生届を出す際に勝手に書き換え「甲子園」にしてしまったり、甲子園も知らないまま勝手に東大に退学届けを出し、阪神と契約してしまったり、甲子園が肋骨を骨折し手術したさい、甲子園球場の土を塗れば怪我が治ると本気で信じ、夜間の病院に忍び込み、球場の土を手術した傷口に塗り込む等、時に暴走する事があった。
『大甲子園』や『ドカベン ドリームトーナメント編』でも変わらず、甲子園球場職員としてグラウンド整備を行っている。
藤村 秀人（ふじむら ひでと）
甲子園の父。婿養子のサラリーマン。影が薄いが、東大卒業の秀才。趣味は入試問題予想。家庭での立場は低いが、息子達の事は可愛がっており、当初反対した甲子園の名についても「いい名前だったなあ…」と思っている。
アニメでは球二と球三が生まれる前に失踪している。後に甲子園の前に名乗り出るが、「爺ちゃん(球之進)が俺のお父ちゃんや」と甲子園に一蹴され、身を引く。
藤村 虎子（ふじむら とらこ）
甲子園の母。家族に惜しみなく愛情を注ぐ母性愛の塊のような人。若い頃はプロレスラー志望で、腕っ節が強い。
アニメでは球二・球三を産んだ際に死亡している。
藤村 球子（ふじむら たまこ）
甲子園の妹で中学生。三つ編み姿の美少女だが出番はごくわずか。アニメには登場しない。
藤村 球二（ふじむら きゅうじ）
声 - 沢田和子
甲子園の弟で双子の兄。楽天的な性格。
『一球さん』および『大甲子園』では、南波高校の投手として球三と共に夏の甲子園に出場する。左投左打。
藤村 球三（ふじむら きゅうぞう）
声 - 堀絢子
甲子園の弟で双子の弟。皮肉屋の秀才。
後に南波高校の捕手として球二と双子バッテリーを組み、夏の甲子園に出場する。右投右打。

### 南波高校
鬼頭 哲（きとう てつ）
元プロ野球投手のサウスポーで、本物の剛球の持ち主。八百長事件に関与したことで、プロ野球を永久追放されている。
南波の八百長試合が引き金となった暴動で、巻き込まれた甲子園と岩風を投石で助けた。以来その剛球に惚れた甲子園の師匠となり、次から次へと試練を与え鍛え上げた。
初代監督として南波野球部の基礎を作るが失踪。後に「名無しの権兵衛」としてプロ入りした甲子園に助言を与える。
早乙女 静（さおとめ しずか）
南波高校の新任女性教師で、野球部部長。気が弱く、神島に無理矢理部長にさせられた。しかし、出場停止処分を受けた野球部を支えた陰の功労者。神島に惚れている。アニメ版には登場しない。
満田拓也の『MAJOR』に登場する女性監督「早乙女静香」はこのキャラクターのオマージュ。
丹波 左文字（たんば さもんじ）
声 - 小林清志
一塁手。左投左打。極道・丹波組三代目。名前は丹下左膳から取ったもので、その名の通り、幼少時の抗争で右目・右腕を失っている。
一時右翼同盟を率いて南波高校支配を狙い、東海の竜率いる番長連合と抗争を起こすが、甲子園や結城が結成した南波高校全共闘との三者で野球対決になり、甲子園に負けて和解する。
隻腕のハンデを感じさせない「居合い抜き打法」や、ミットを持ち変えての守備で野球部を引っ張る。
能力的にも性格的にも、チームで最もリーダー向きの人物なのだが、主将を務めたことは無い。
野球部引退後は南波野球部監督となり、夏の甲子園全国制覇に導く。
後に『一球さん』で、真田一球の義父（育ての親）としての後世が描かれる。
アニメ版の設定に大きな相違はないが、右目と右腕を失った経緯は「友人の裏切りで落下する鉄材の直撃を受けた」とされていて、それゆえに甲子園への友情が厚いことを父親が語っている。
神島 竜矢（かみしま りゅうや）
声 - 原田一夫
通称「東海の竜」。遊撃手。右投右打。長身痩躯でとびきりの美男子だが、いかにもクールなカミソリ的風貌で、鋭い前髪が特徴的。
番長連合を率いて南波高校支配を狙い、丹波の右翼連合と抗争、同様に甲子園に負けて和解する。かつては東海一帯を仕切っていた番長であり、そのことから異名がついた。空手の達人で、それを攻守に活かした。
野球部引退後はしばらく姿を消していたが、元プロ野球の大物監督である謎の人物の片腕として、甲子園球場をフランチャイズとした新球団設立を画策していた（しかしこれは、結局うやむやになった）。
『大甲子園』では南波野球部監督を務め、球二・球三兄弟を夏の甲子園出場に導く。
『ドカベン ドリームトーナメント編』ではプロ入りし、阪神タイガースで藤村たちと同僚になっているが、登録名が「東海の竜」になっている。背番号06。1回戦は三番・遊撃手。2回戦では五番打者で出場した。
アニメ版では、最終回近くで、抗争に明け暮れた転校生活を終えて最初の高校に戻ることを決意し、全国大会決勝戦でのホームランを置き土産に南波高校を去った。
結城 翼（ゆうき つばさ）
声 - 西川幾雄
二塁手・遊撃手。右投右打。南波野球部の中では一番の知性派で、ピアノも嗜む。非力ではあるがミートが上手い。甲子園の剛球を立て続けにジャストミートしてみせたことから野球の道に進んだ。
右翼同盟と番長連合の抗争で荒れる南波高校を憂い、南波高校全共闘を結成して校門を封鎖、三者の野球対決に持ち込み、見事に抗争を解決する。以後は野球部主将としてチームを春の選抜制覇に導く。
『ドカベン』の殿馬一人の原型と言えるキャラクターだが、徹底的に天才肌として描かれた殿馬と違って、努力型の側面が強調されている。
アニメ版では理事長の甥という設定で、甲子園の野球部再建活動支援を理事長から頼まれ、南波高校に転入してきた。最終回では、全国大会決勝戦でのファインプレーを置き土産に、元の高校へ戻っていった。
大熊 牛吉（おおくま うしきち）
投手、三塁手。右投右打。甲子園入学時の野球部主将。巨漢でいつも涎を垂らした不気味な男。元々は野球部の練習試合を野球賭博の対象にする悪徳球児で、八百長でスコアを操作することで一部の張り客から払戻金の収益配分を得ていた。甲子園との野球勝負に負けて補欠になるが、神島の番長連合に参加。抗争終了後に美少女こと千曲の引退を受けて三塁手になる。投手としては三流だが、三塁手としては巨体の割に守備の動きが良いと見られる描写がある。卒業後は丹波組に入る。ランニングの掛け声は「わっせ、わっせ、ドバッドバッ!」。
『野球どアホウ伝#1巻』（水島新司の野球漫画短編集）に収録されている「パンダ球団」（1973年発表）では、主人公の幸太郎の「野球の先生」として登場する。やはり収録されている「酔いどれ90番」（1975年発表）では、商店街の服屋であり、主人公のヤスタケたちの草野球試合の主審として登場する。
後に『一球さん』で京玉高校野球部監督として登場。巨人学園と戦うが3回コールド負けを喫した。
千曲 ちあき（ちくま ちあき）
声 - 喜多道枝
通称「美少女」。三塁手・左翼手。右投右打。甲子園を心から愛している。初登場時は男装をしており、そのため男子学生と間違えられ南波野球部に入部させられた。抗争が和解し野球部員が増えた後に引退し、甲子園を見守る。
甲子園が東大2年秋に鬼塚のバットを胸に受けて入院した際、自分の肋骨を提供した。
松葉 月夫（まつば つきお）
右翼手。左投右打。生まれつき足が不自由で、松葉杖姿でプレーする。初期の名前は「松井」だった。
最初はイヤイヤ入部したものの、野球部が自分を常人と同じように扱ってくれることに感激し、野球にのめりこむようになった。
アニメ版では、神島の陰謀で南波校野球部が一度崩壊したときに、丹波のグループに引き抜かれて退部し、以後登場しなかった。
知覧 太郎（ちらん たろう）
中堅手。右投右打。丹波の率いる右翼同盟の一員として九州から南波に転校してくる。死球を恐れない特攻精神が持ち味。
アニメ版では、丹波とは無関係に転校してきて、甲子園・丹波グループと神島グループの野球勝負に割って入り、全員が和解して野球部にまとまったときそのままチーム入りした。
ジャック 時田（ジャック ときた）
投手、三塁手。右投両打。アメリカ軍兵士を父に持つハーフ。
東城大武蔵から南波に転校し、エースの座を狙うが三塁手に転向。実は東城大武蔵のスパイだったが、春の選抜で甲子園の器の大きさに打たれ、東城大武蔵を裏切る。以後は南波ナインと和解し、春・夏連覇に貢献する。
投手時代はホップボールを決め球としていた。前述の春の選抜の武蔵戦で肩を負傷したため、その後長いイニングは投げられなくなった。
アニメ版には登場しない。
松下 講平（まつした こうへい）
一塁手。右投右打。一時は主将も務める。南波野球部再建の際に、他校からスカウトされてきた選手のひとり。目立つ事は少ないが野球センスは野球部随一。
アニメ版には登場しない。
大山 風太郎（おおやま ふうたろう）
二塁手、左翼手。右投右打。松下と同じく、他校からスカウトされてきたと思われる。長身と無精ひげがトレードマーク。投手としても甲子園をリリーフしたことがある。キャラクターデザインは『ドカベン』の坂田三吉や『光の小次郎』の通天閣に流用されている。
アニメ版には登場しない。
福本（ふくもと）
遊撃手。右投右打。3年夏の甲子園大会決勝戦で突如出現した選手で、それまで南波は9人のメンバーが固定されていたのかどうかも不明だった。同じ大会で甲子園が負傷してスタメン落ちした際に、福本とは違う名称不明の選手が2人存在するが、別の場面では南波は9人しか選手がいないとも言われている。
アニメ版には登場しない。
長井 高松（ながい たかまつ）
甲子園の1年次に数合わせとして入部させられた遊撃手。ボール恐怖症。その後はほとんど登場しない。
アニメ版では、松井と共に野球部を離れ、以後登場しなかった。
日の本 一（ひのもと はじめ）、国尾 守（くにお まもる）
左文字の手下。左翼手と中堅手。甲子園の1年次に数合わせとして入部させられたが、その後はほとんど登場しない。
結城理事長
アニメ版のみのキャラクターで、南波高校の責任者。飄々とした和服の老人で、普段は屋上の天文ドームから街を眺めている。甲子園に対しては冷たい態度を取ることがあるが、本心では不良集団である南波高校の生徒たちを心から可愛がっていて、南波高校再建のために甲子園の野球部活動を影ながら支援している。

### 東京大学
日の本 政治（ひのもと まさはる）
野球部主将。右投右打、三塁手。背番号10。4番打者。
野呂間 鹿之助（のろま しかのすけ）
右投右打、背番号30。捕手→左翼手。「まさかり打法」が得意。大柄な肥満体で、パワーある打力が持ち味だが鈍足。明るい性格で野球部のムードメーカーで、古風な言葉遣いが特徴。妻・小春と一子・菊乃介がいる妻帯者。本人の話によると8浪の末に東京大学に合格したという。
堀田（ほった）
甲子園と岩風入学前の東大野球部のエース。右投右打、背番号18。
村野天才、小町秀才、山里鬼才、螢野光、井戸中神童、窓外雪夫
それぞれ一塁手、二塁手、遊撃手、右翼手、左翼手、中堅手。全員メガネ使用者。

### ライバルたち
池畑 三四郎（いけはた さんしろう）（北城中→明和高校→東城大武蔵高校→早稲田大学）
投手。右投右打。中学・高校・大学を通じた甲子園の永遠のライバル。
甲子園の剛球と対照的なアンダースローの軟投派で、「七色の変化球」と呼ばれる程多くの変化球を持つ。
3年春のセンバツで敗退した後、その試合で敗れた東城大武蔵に転校。素性を隠し「剛球仮面」と名乗り、甲子園と互角の剛速球を「大回転投法」で投げる。3年夏の甲子園大会決勝で南波と対戦、延長18回引き分けの翌日、再試合も延長18回まで持ち込む激闘を繰り広げる。試合途中で足にケガを負い、負担のかかる大回転投法で甲子園と投げ合うのは無理と判断して仮面を取り、再び七色の変化球の池畑三四郎に戻るも、結局サヨナラ負けを喫した。
その後早大に入学、1年生で早くもベンチ入りを果たす。対東大戦ではスタミナ切れで打ち込まれ敗戦投手となったが、その敗戦がきっかけで、鬼塚の球を受けるための捕手へと転向した。
『ドカベン ドリームトーナメント編』では再び投手に戻っており剛球仮面と七色の変化球を使い分けている。
川島（かわしま）（阿倍野西高校）
右翼手。右投右打。通称「大阪のベーブ・ルース」。天王寺登場後に捕手に転向。
人格者の主将として、阿倍野西高を引っ張ってゆく。
天王寺 三郎（てんのうじ さぶろう）（阿倍野西高校）
投手。左投左打。秘密兵器として育てられていた、阿倍野西高校のエース。剛球・巧打で知られる「大阪の手長ザル」。
血液型が岩風の珍しい血液型と同じであり、岩風が事故で手術を受けた時に献血した。憎まれ口を叩く事が多いが、実は情に厚い人物。
土方 玄（ひじかた げん）（東城大武蔵高校）
捕手、投手。右投右打。東城大武蔵の主砲。甲子園が遥か見上げるほどの巨体で、抜群の野球センスと怪力を誇る。
2年夏・3年春の大会ではエース。3年夏の大会では、剛球仮面の球を受ける捕手として戦う。
三原 武司（みはら たけし）（松山南海高校）
松山南海高校の主将。「策士」と呼ばれる捕手。
3年春のセンバツで準決勝で南波と対戦し、盲目の岩風の弱点をつく作戦を決行し南波を苦しめるが、敗退。東城大武蔵の土方と共に、夏の甲子園で南波にリベンジすることを誓ったが、その後の登場は無かった。
岐阜六商の山猿（本名不明）
投手。右投右打。小柄ながらも手元で伸びる速球が武器。
藤村たち南波野球部が全国武者修行をしていたときに、関ヶ原古戦場のグランドにて対決。試合途中からの登板だったが、リリーフ後は南波を無得点に抑えた。実は中学生のころから、中日ドラゴンズにて英才教育を受けていた練習生。
伊賀 蘭丸（いが らんまる）（明和高校）
投手。右投右打。転校した池畑に代わり明和のエースとなった新1年生。同じフォームから快速球と超スローボールを投げ分けることが出来る。この緩急を駆使して南波打線を翻弄、一度は敗北寸前まで追い込んだ。
なお「岐阜六商の山猿」とは、顔は似ていないが全体のイメージが瓜二つ。ゆえに終盤でのライバルチーム結成時には、作者ですら混同していたようである。
神宮 響（じんぐう ひびき）（慶應義塾大学）
右翼手。右投右打、背番号5。1年生ながら慶大野球部の主砲。「神宮球場の申し子」と呼ばれる。
ヤクルトに秘密兵器として育てられていたが阪神に1位指名され、それを不服として慶大へ入学した。丸太を自分で削って作った「丸太ん棒バット」に甲子園の剛球を当ててから、フォロースルーだけでホームランにする腕力の持ち主。このモデルは作新学院の当時の江川卓とサンデー誌上で作者は語っている。
鬼塚 幽次郎（おにづか ゆうじろう）（早稲田大学）
投手。両投右打、背番号1。早大野球部の切り札。不気味かつ自分勝手な性格。極道・鬼塚組の跡取りで、丹波組とは因縁がある。
左手の中指と薬指が無いハンデを逆手に取った変化球と、右手の剛球の「陰陽球」を持つ両投げ投手。連盟の特別許可を得てグローブを持たないので、どちらで投げるか判らない。
小野田 信長（おのだ のぶなが）（阪神タイガース）
投手。右投右打、背番号87。独特の「剛球変化球」の使い手。
岩風と共に阪神にテスト入団し、阪神のエース「虎の座」を狙う。貧しい家に育ち、実力を持ちながらも今まで日の目を見ることが無かったため、大物スターとして入団した藤村を敵視する。
『ドカベン ドリームトーナメント編』では阪神タイガースの五番・右翼手。「一度は野球を諦めて阪神を去った」と語られている。この時代には背番号87を中村豊コーチが使用しているため、一人だけ背番号09に変更されている。2回戦では六番打者で出場した。
風見 天神丸（かざみ てんじんまる）（中日ドラゴンズ）
外野手。左投左打、背番号90。「バック打法」という回転力を利用した打法でホームランを放つ。
二軍落ちしていた甲子園と小野田の前に現れ、以後ライバルとして対決する。
景浦 安武（かげうら やすたけ）（南海ホークス）
プロ2年目ながら、南海の代打の切り札を務める強打者。右投右打、背番号90。水島が本作と並行して『ビッグコミックオリジナル号』で連載を始めた漫画『あぶさん』の主人公で、本作にはゲスト出演。
1974年春、阪神とのオープン戦で、ルーキーの甲子園から代打逆転サヨナラホームランを放ち、プロの洗礼を浴びせる。

### ヒロインたち
朝野 あゆみ（あさの あゆみ）（北城中→明和高校）
甲子園の永遠の憧れの女性。甲子園は「あゆみ殿」と呼ぶ。一時、実家の没落により金貸しの権藤金次郎と政略結婚するが、死別して朝野姓に戻る。このプロットは後に『ドカベン』の岩鬼正美と夏川夏子に流用されている。
千代子
岩風の東京での下宿先の娘。岩風を追って引っ越ししてきた甲子園を受け入れた。

### 実在人物
連載当時のプロ野球選手、コーチ、スタッフが多数実名で登場する。

#### 阪神タイガース
村山実
投手としては藤村入団前に登場。1972年に引退したため、藤村入団時には解説者として登場する。
金田正泰
藤村が入団した1974年の一軍監督。史実では度重なる暴言癖で主力選手と対立するなど、多くの内紛を抱えていたが、本作ではその役割は投手コーチの小山が務めている。
小山正明
1964年に東京オリオンズ（→ロッテオリオンズ）に移籍後、1973年に再移籍した大洋ホエールズで現役を引退。1974年に古巣の阪神に復帰し、一軍投手コーチを務めている。ことあるごとに藤村を挑発し、小野田とのライバル意識を掻き立てる。
江夏豊
阪神のエース。巨人戦を前に、ブルペンで「思い切り行け、ぶっ倒れたらわしが行くで!」と藤村に無言で声援を送る。
田淵幸一
捕手。4番打者。1974年の時点ではまだそれほど太っていなかったため、徹底した二枚目として描かれ、『がんばれ!!タブチくん!!』とは正反対のキャラクター。
梅本正之
トレーニングコーチ。合宿所『虎風荘』での場面で登場。

#### 読売ジャイアンツ
王貞治
一塁手。藤村の前にファーストゴロとセンターフライ（センターのエラーで三塁に進塁）に討ち取られる。
長島茂雄
三塁手。ルーキーの年（1958年）、甲子園球場への遠征の時に4歳の藤村甲子園に出会い、「お兄ちゃんをキリキリ舞いさせたんねん!!」と言われて発奮する。その後、超一流の打者に成長したが、引退が近づいていた。
最終話で、成長して阪神に入団した藤村と甲子園球場で対決する。1点勝負を予想して、長嶋は切り札としてベンチに待機する。そして1-0で阪神リードの9回表、2アウト3塁の場面で代打で登場。藤村の剛球を完璧にとらえるが、結果はバットを粉々に折られての三球三振。現役を引退する自分の代わりに「あとは頼むぞワンちゃん」と残し、笑顔で球場を去る。

## テレビアニメ
『男どアホウ!甲子園』（原作と違い、「!」が入る）のタイトルで、1970年9月28日から1971年3月27日まで日本テレビで放映。放送時間は毎週月曜 - 土曜、18時35分 - 18時45分、全156回（全26話）。

### スタッフ
- 企画 - 藤井賢祐
- プロデューサー - 高橋修之、朝香正則
- 脚本 - 佐々木守、井上知士、山崎忠昭、吉田喜昭、雪室俊一、山崎晴哉
- 演出 - 野々あきら、堺武夫
- 制作担当 - 梶原英典
- 作画監修 - 西村宏
- 原動画 - 村田四郎
- 美術設定 - 鈴木森繁
- 撮影 - 黒川進一
- 編集 - 西出栄子
- オーディオ演出 - 中野寛次
- 調整 - 寺下武
- 効果 - 大平隆義
- 選曲 - 宮下滋
- 現像 - 東洋現像所
- 録音 - 番町スタジオ
- 制作 - 日本テレビ、東京テレビ動画

### 主題歌
オープニングテーマ「男どアホウ!甲子園」
作詞 - 佐々木守 / 作曲・編曲 - 土持城夫 / 歌 - フォー・スラッガーズ
イメージソング「どアホウ賛歌」
作詞 - 佐々木守 / 作曲・編曲 - 土持城夫 / 歌 - フォー・スラッガーズ

### エピソード
各週、月曜日から土曜日の10分枠で各話の第1回から第6回を放映。26週終了後、同枠で1971年9月まで再放送をし、同時に1966年1月3日開始の『まんがホームラン』以来5年9ヶ月続いた18:35枠帯アニメ路線は、事実上終了した。
近畿を舞台とした物語であり登場人物は関西弁で話しているが、第1話放送後に制作会社である日本テレビの近畿出身の上層部が「声優たちの関西弁があまりにひどく、聞くにたえない。来週から標準語にしろ」と要求したため、第3話は標準語の台詞で収録・放映された。しかし、それに反対した脚本の雪室俊一は「それならタイトルをいっそ『男大バカ後楽園』とでもしろ!」と怒り、脚本を降板。その後、やはり違和感が大きかったため局に抗議が殺到し、第4話から関西弁の台詞に戻された。甲子園を演じた井上真樹夫は後年、このことについて『「それっぽい方言なら良い」と業界全体が考えており何ら違和感がない時代』であり、演出側にも「方言なんて適当でいいよ」と言われ出演を承諾、台本に忠実に演じたと語っている。
ドラマは概ね原作の高校編に準じるが、南波野球部を襲う数々の危機は、丹波グループと神島グループの対立に巻き込まれる形に整理され、全共闘の結成や学校側の八百長陰謀などは割愛されている。甲子園が丹波や神島と和解し南波ナインが結成された後は、春の選抜大会優勝で最終回を迎えている。（夏の全国大会までは描かれていない。）
後に第1話から第4話を収録したVHSビデオ全2巻がバップから発売された。

### 放送局
- 日本テレビ（制作局）：月曜 - 土曜 18:35 - 18:45
- 秋田放送：月曜 - 土曜 7:30 - 7:38[12]
- テレビ岩手：月曜 - 土曜 8:20 - 8:30[13]
- 福島中央テレビ：月曜 - 土曜 8:00 - 8:10（1972年4月1日まで）→ 月曜 - 水曜 8:15 - 8:25（1972年4月3日 - 4月5日）[14]
- テレビ新潟 (1981年4月開局後に放映)
- 北陸放送：月曜 - 金曜 17:15 - 17:25[15]
- 名古屋テレビ：月曜 - 土曜 18:30 - 18:40
- テレビ静岡：月曜 - 金曜 18:00 - 18:30（30分枠）
  - 静岡けんみんテレビ：月曜 - 金曜　17:40 − 17:50（10分枠、1978年7月3日 - ）[16]
- よみうりテレビ
- 広島テレビ：（月曜 - 金曜か土曜か不明）17:30 - 17:50[17]
- 福岡放送